# Acidocroton acunae
Acidocroton acunae är en törelväxtart som beskrevs av Attila L. Borhidi och O.Muniz. Acidocroton acunae ingår i släktet Acidocroton och familjen törelväxter.
Artens utbredningsområde är Kuba. Inga underarter finns listade i Catalogue of Life.